# RegioTram Groningen
RegioTram Groningen was de benaming van het plan om een tramnet in en rond de stad Groningen aan te leggen. Hiermee zou de tram na meer dan 60 jaar in de stad terugkeren. Het project werd echter in december 2012 geschrapt.
Het herinvoeren van de tram in Groningen was onderdeel van het openbaarvervoersplan Kolibri van de Regio Groningen - Assen en onderdeel van het eveneens geschrapte Raamwerk RegioRail uit 2008.
Het College van B&W is in september 2012 door de verdeeldheid over het project gevallen.

## Geschiedenis
Groningen heeft eerder tramlijnen gehad. Het eerste trambedrijf van Groningen was de TGP die een paardentramlijn had. Deze liep van het Sterrebos via het Hoofdstation en de Grote Markt via de Ebbingestraten tot het Noorderstation. De TPG werd in 1906 door de gemeente overgenomen en heette voortaan Gemeentetram Groningen. Deze elektrificeerde de tramlijn in 1910 en legde er nog vier aan, evenals een kolentramlijn voor de gasfabriek. Een van de tramlijnen, lijn 5, reed zelfs de regio in en verbond van 1921 tot 1939 Groningen met Haren en De Punt. De personentrams hebben tot 1949 gereden, de kolentram tot 1961.

## Nieuwe plannen
Al in 1996 werd door de gemeenteraad Groningen geconstateerd dat de binnenstad verstopt dreigde te raken door het vele autoverkeer. Niet alleen de bereikbaarheid van de stad, maar ook de kwaliteit van het woon- en leefmilieu kwam daarmee onder druk te staan. In 1997 werd een haalbaarheidsonderzoek gestart naar het aanleggen van een tram- of trolleybusnet in de stad Groningen, om de binnenstad bereikbaar te houden met hoogwaardig openbaar vervoer.
De eerste serieuze plannen om weer een tram in Groningen te laten rijden, werden in 1997 door de gemeente gepresenteerd. Om de inwoners van de stad met het verschijnsel 'moderne tram'" kennis te laten maken werden in 2002 twee trams (een Combino uit Amsterdam en een Flexity Swift A32 van de RijnGouwelijn) tentoongesteld op de Grote Markt.
In februari 2006 werd de verder uitgewerkte studie voorgesteld onder de naam Project RegioTram. De eerste tramlijn (ca. 5,7 km lang) zou Station Groningen met het universiteitscomplex Zernike verbinden. De bandentram en geleide bussen werden als alternatief onderzocht, maar uiteindelijk afgewezen. Ook een voorstel om een hoogwaardige kabelbaanverbinding aan te leggen, haalde het niet. De voorkeur werd gegeven aan de moderne tram (regiotram, een soort lightrail) die eventueel ook op regionaal spoor kan rijden.
Op 5, 6 en 7 juni 2008 stond er een echte regiotram op de Grote Markt (dit keer Haagse RegioCitadis 4025) als onderdeel van een publieksmanifestatie over de tramplannen. Er werden drie mogelijke tracés voor de eerste lijn gepresenteerd, evenals een visie op het regionale openbaar vervoer per rail.

## Project RegioTram
Op 12 februari 2009 werd door B&W van Groningen en Gedeputeerde Staten van de Provincie Groningen het plan Sporen naar de Toekomst gepresenteerd. Naast tramlijn 1 werd hierin ook het plan omschreven voor een tweede tramlijn van circa zes kilometer naar het UMCG en het sport- en recreatiegebied Kardinge. Eventueel zou deze lijn doorgetrokken kunnen worden naar de nieuwe stadswijk Meerstad. Voorts zouden er vanaf 2012 meer treinen gaan rijden tussen Assen, Groningen en Leeuwarden.
Het in 2008 gelanceerde plan Raamwerk RegioRail hield in dat vanaf 2020 de regiotram ook de regio in zou gaan rijden. Dat zou dan gebeuren via de bestaande spoorlijnen en wel in de richting van Hoogezand-Sappemeer, Bedum, Winsum en Zuidhorn.
Verder had de gemeente Groningen de wens om een tramlijn naar het Martiniziekenhuis en naar Meerstad aan te leggen.
Voor Lijn 1 werd in februari 2009 een voorkeurstracé voorgesteld. Deze liep van het Hoofdstation via de Herestraat, het Zuiderdiep en de Oosterstraat naar de Grote Markt. Vervolgens verder door de Kreupelstraat en Kattenhage naar de Maagdenbrug, dan een stukje Turfsingel en vervolgens over het Boterdiep. Hierna via de Noorderstationsstraat naar het Noorderstation en via Kastanjelaan, Eikenlaan en Zonnelaan naar Zernike. Bij dit tracé lag de grootste uitdaging bij de inpassing van de dubbele trambaan in de smalle straten. In februari 2010 werd bekendgemaakt dat er door de Oosterstraat over een lengte van 240 meter strengelspoor zou worden aangelegd, waarbij de halte in deze straat zou vervallen.
Op 17 juni 2009 werd dit tracé definitief vastgesteld door de gemeenteraad van Groningen. Ook de Provinciale Staten keurden het plan goed. Mede door de krediet- en bankencrisis, waardoor gemeenten zeer sterk op de uitgaven moeten letten, kwam het draagvlak voor de regiotram onder druk te staan. De Stadspartij bepleitte een onderzoek naar andere vormen van Hoogwaardig Openbaar Vervoer, zoals een trolleybus of een intensiever busnetwerk. D66, op dat moment in de oppositie, laat in haar lokale verkiezingsprogramma weten minder vertrouwen te hebben in een regiotram en alleen een stadstram in Groningen te willen aanleggen, die in de toekomst wel door zou kunnen rijden naar de Regio. De Stadspartij Groningen, ook in de oppositie, sprak zich uit helemaal tegen de tram.
In februari 2010 werd het voorkeurstracé voor tramlijn 2 gepresenteerd. Die zou van het Hoofdstation naar Kardinge lopen via het Gedempte Zuiderdiep, Kattendiep, Damsterdiep, Oostersingel en het UMCG. Over het Schuitendiep zou dan een overkluizing moeten worden aangelegd.
Bij de gemeenteraadsverkiezingen van 2010 trad D66 toe tot het College van B & W.

### Wel of niet over bestaand spoor?
In februari 2010 ontstond ophef over het toelaten van trams op het spoorwegnet. Volgens de VVD-fractie (oppositie) was de spoorbeheerder ProRail niet van plan om de regiotram op hun sporen toe te laten. Volgens ProRail zou het technisch wel mogelijk zijn maar door strengere regels aan de voertuigen kwam het erop neer dat lightrail en klassieke treinen niet op hetzelfde spoor mogen rijden.
De CDA-fractie, op dat moment nog in de oppositie, stelde tijdens de raadsvergadering van 17 februari 2010 de vraag of dit waar was en zo ja, of de regiotramplannen hiermee niet jaren terug werden gezet. De wethouder voor Verkeer, Karin Dekker, presenteerde een brief van de directeur van ProRail Noordoost, C. de Vries, waarin stond dat er weliswaar nog veel problemen zijn op te lossen maar dat het in principe mogelijk is om trams via bestaand spoor te laten rijden. ProRail ondersteunde bovendien de regiotramplannen en ontkende dat het geen trams op het bestaande spoor zou toestaan. Volgens de wethouder had de VVD onterecht de indruk gewekt dat een tram niet over bestaand spoor zou kunnen rijden. De VVD ontkende dit en stelde dat zij het hoofdspoor had bedoeld, niet het regionale spoor.

### Tegenstand RegioTram
In de binnenstad van Groningen voerden ondernemers en inwoners uit de Oosterstraat actie tegen het tramtracé door de historische binnenstad. Zij vreesden dat een gezellige winkelstraat een gevaarlijke tramstraat zou worden met doorgaand verkeer dat niet in het centrum hoeft te zijn. Als er een trambaan werd aangelegd, zouden fietsers bijvoorbeeld niet meer door de Oosterstraat rijden. Mede daardoor vreesden zij dat het aantal klanten in de straat zou verminderen. Ook betoogden zij dat een tram voornamelijk studenten zou vervoeren die zo snel mogelijk naar hun college wilden, of terug naar huis.
Inwoners van de stad Groningen vreesden dat de aanleg- en exploitatiekosten uiteindelijk hoger uit zouden vallen en dat de gemeente (en dus de inwoners) daarvoor zouden moeten opdraaien. De gemeente gaf juist de verzekering dat vrijwel alle gevallen van kostenoverschrijding gedekt zouden zijn. Voor de twee tramlijnen was een bedrag van 307,7 miljoen euro beschikbaar, afkomstig uit Zuiderzeelijngelden en Essentgelden.
Een aantal inwoners van de stad kwam met alternatieven voor de tram naar Zernike. De bewonersorganisatie van de wijk Beijum kwam met een koppelingsvariant die uiteindelijk werd aangenomen. Stadjer en openbaar vervoer-deskundige Arthur Kamminga kwam met diverse alternatieven en Kevin van der Laan schreef een plan waarbij bussen van het type Mercedes-Benz CapaCity de dienst zouden verzorgen via een vrije HOV-as langs de westelijke ringweg. In de inmiddels bestaande formule Q-link is overigens een dergelijke, tijdelijke lijn opgenomen.
Ook bewoners van Paddepoel verzetten zich tegen de plannen omdat zij directe busverbindingen zouden kwijtraken en zouden moeten overstappen van tram op bus. Ook zou de trambaan ten koste gaan van groen, zouden auto´s moeten omrijden, parkeerplaatsen verdwijnen en woningen moeten worden gesloopt.
Diverse partijen, waaronder de Stadspartij in Groningen, fervent tegenstander van de tram, gaven aan dat het zeer moeilijk en kostbaar is om een regiotram over bestaand spoor te laten rijden. Volgens ProRail was dit echter wel mogelijk, en hadden regiotrams over bestaand spoor kunnen rijden zonder al te veel aanpassingen. De snelle doorkoppeling met de regiotram naar het centrum zou echter slechts op korte afstand (binnen 20 kilometer van de stad) nog een voordeel opleveren ten opzichte van de treinverbinding. Hieruit kon worden afgeleid dat het doortrekken van de regiotram vanuit de stad naar de regio vooral aantrekkelijk zou zijn geweest binnen de 'kleine regio', het gebied tussen tussen de stad en Hoogezand-Sappemeer, Haren, Winsum, Zuidhorn en Leek. Op langere afstanden zou het comfort van de directe verbinding met de binnenstad het afleggen tegen de snelheid van het treinspoor, aldus een onderzoek van Goudappel Coffeng met betrekking tot de regiotram.

### Kosten en planning
Voor het gehele project (2 tramlijnen en uitbreiding spoor) was ruim 500 miljoen euro nodig, waarbij diverse partijen moesten bijdragen. Dit bedrag was exclusief inflatie. Voor de realisatie van de twee stadslijnen naar Zernike en Kardinge zou in totaal 300 miljoen beschikbaar zijn. In het najaar van 2010 liet het trambureau weten dat de aanlegkosten ongeveer 307,7 miljoen euro zouden bedragen. Als alles volgens plan zou zijn verlopen, zou de uitbreiding van de treindienst vanaf 2012 gerealiseerd worden en zouden de beide tramlijnen in 2016 operatief moeten zijn.
Bewonersorganisatie Beijum bracht nog een alternatief in waarbij lijn 1 en lijn 2 elkaar bij het UMCG zouden kruisen, zodat reizigers hier zouden kunnen overstappen op beide lijnen. Bovendien stelde de bewonersorganisatie voor de tracés van lijn 1 en lijn 2 van het hoofdstation tot de Bloemsingel om te draaien. Dit voorstel is later overgenomen door de plannenmakers en maakte deel uit van het gehele project.
In juli 2010 werd bekendgemaakt dat er een second opinion was aangevraagd over de financiering en het risicomanagement van het project. Deze werd uitgevoerd door een extern bureau. In oktober 2010 werd het plan goedgekeurd door de Groningse gemeenteraad. Twee maanden later keurden ook de Provinciale Staten van de provincie Groningen het plan goed. Inmiddels zat het plan in de fase van de aanbesteding.

### Einde van de plannen
In september 2012 viel het college van B en W van de gemeente Groningen nadat de wethouders Schroor (D66) en Visscher (SP) hadden aangegeven geen begroting te willen steunen waarin de aanleg van de RegioTram financieel was verwerkt. Omdat beiden desondanks als wethouder bleven zitten, stapten de andere drie wethouders van PvdA en GroenLinks op, waardoor er een politieke crisis ontstond en de toekomst van de RegioTram hoogst onzeker was geworden.
In december 2012 is het project stopgezet.

## Aanbesteding
Inmiddels hadden de volgende ondernemingen zich aangemeld voor de bouw van de tramlijnen:
- Consortium Poort in Groningen: bouwbedrijf BAM, vervoerder Connexxion en de Franse railinfra- en trambouwer Alstom.
- Consortium Tramteam Groningen: bouw- en spoorbedrijf Strukton, het bouwconcern Ballast Nedam en vervoerder Arriva.
- Consortium LinQ: bouwconcern Heijmans, de Australische financier Macquarie Group en ingenieursbureau Movares. Dit consortium trok zich op 23 november 2011 terug.[6]

Een vierde partij voldeed niet aan de toelatingseisen. De aanbesteding met de resterende twee kandidaten werd uiteraard niet voortgezet.